# Nicholas Longworth I
Nicholas Longworth (16 janvier 1783 - 10 février 1863) est un juriste, un banquier américain, un vinificateur et le fondateur de la famille Longhworth (Ohio). Il était une figure influente des débuts de la viticulture américaine en popularisant le cépage catawba et la production d'un vin pétillant, dans la vallée de l'Ohio.

## Biographie
Longworth est né à Newark dans le New Jersey le 16 janvier 1783. Il déménage à Cincinnati (Ohio) en 1804, où il se marie en 1807. Sa résidence, inspirée de l'architecture grecque, est actuellement un bâtiment protégé qui abrite le musée d'art de Cincinnati. Nicholas Longworth a étudié le droit auprès du juriste Jacob Burnet rédacteur de la 1ère constitution de l'Ohio et également natif de Newark. Il est l'arrière grand-père de Nick Longworth, président républicain de la Chambre des représentants et gendre de Théodore Roosevelt.

## Le viticulteur
Pressentant que Cincinnati serait un emplacement idéal pour la vigne, il planta un vignoble sur les collines à proximité de la ville, sur le mont Adams et débuta l'un production d'un vin pétillant, en utilisant la méthode champenoise.
Entre 1830 et 1850, les vins calmes et mousseux de Longworth sont vendus de la Californie à l'Europe où il reçoit des critiques positives dans la presse. Dans les années 1850, un journaliste anglais du Illustrated London News compare le catawba blanc (vin calme) aux  vins blancs de la vallée du Rhin et le catawba pétillant au champagne.
Grâce à ce succès, Nicholas Longworth est surnommé le Père de la viticulture américaine. Grâce à l'arrivée massive d'immigrants allemands dans la vallée de l'Ohio, Longworth a un marché lucratif : les immigrants allemands plébiscitent ce vin de table buvable à un prix abordable, comme dans leur pays d'origine et Longhworth avait en quelque sorte un monopole.
Grâce à ses bénéfices, il devient un bienfaiteur pour sa ville de Cincinnati, lui léguant le terrain où l'Observatoire de Cincinnati a été bâti. En plus d'être un pionnier et un expert dans sa spécialité (la vigne), il était reconnu comme un expert national sur les sujets d'horticulture. Ses publications, quoique courtes et aujourd'hui dépassées, exerçaient une grande influence à son époque.

## Sources et références
- (en) Cet article est partiellement ou en totalité issu de l’article de Wikipédia en anglais intitulé « Nicholas Longworth (winemaker) » (voir la liste des auteurs).

1. ↑  https://www.findagrave.com/memorial/18989969/nicholas-longworth

- Notices d'autorité :   - VIAF
  - ISNI
  - IdRef
  - LCCN
  - WorldCat
- Ressource relative à la recherche :   - Biodiversity Heritage Library
- Notice dans un dictionnaire ou une encyclopédie généraliste :   - American National Biography